# Xanthorhoe contrastaria
Xanthorhoe contrastaria là một loài bướm đêm trong họ Geometridae.